# Callancyla tucumana
Callancyla tucumana là một loài bọ cánh cứng trong họ Cerambycidae.